# Lackkremla
Lackkremla (Russula rhodopus) är en svampart som tillhör divisionen basidiesvampar, och som beskrevs av Zvára. Lackkremla ingår i släktet kremlor, och familjen kremlor och riskor. Arten är reproducerande i Sverige.